# Jinshi (Chinees examenstelsel)

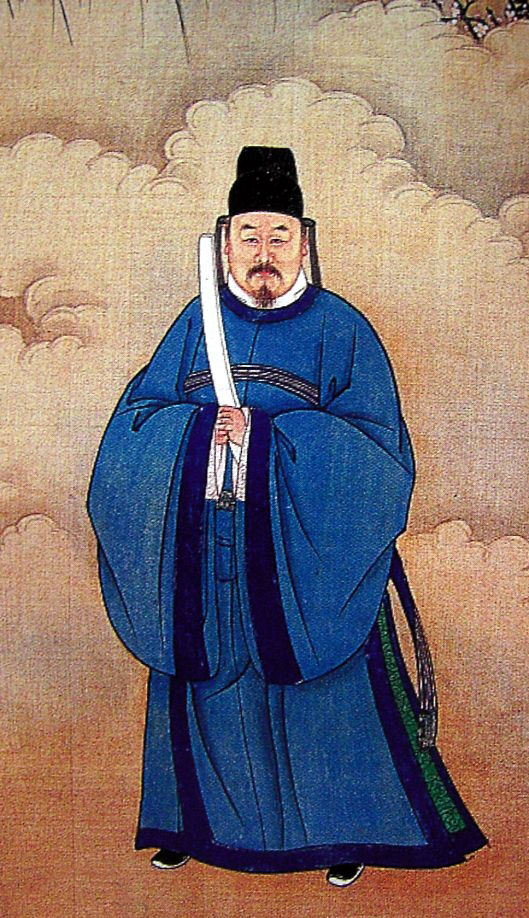
Wang Qiong (王瓊) (1459–1532) ontving de jinshi-graad gedurende de Ming-periode.

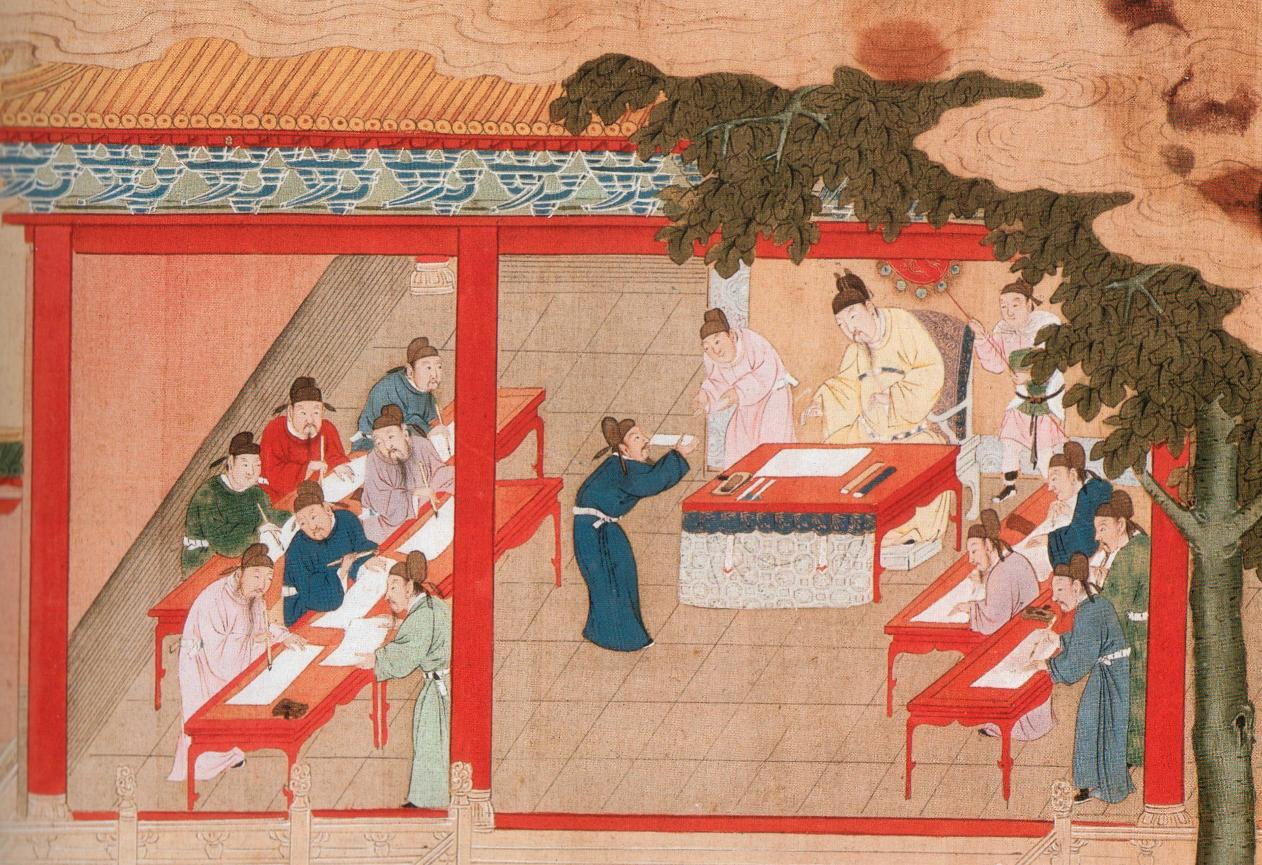
Een paleisexamen in Kaifeng, de hoofdstad van de Noordelijke Song. Achter de grote tafel zit de keizer, Taizong.

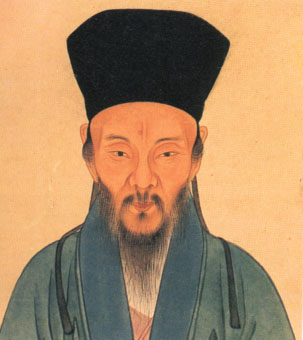
Neo-confucianistisch filosoof en jinshi-geleerde Wang Yangming, die de graad ontving in 1499.

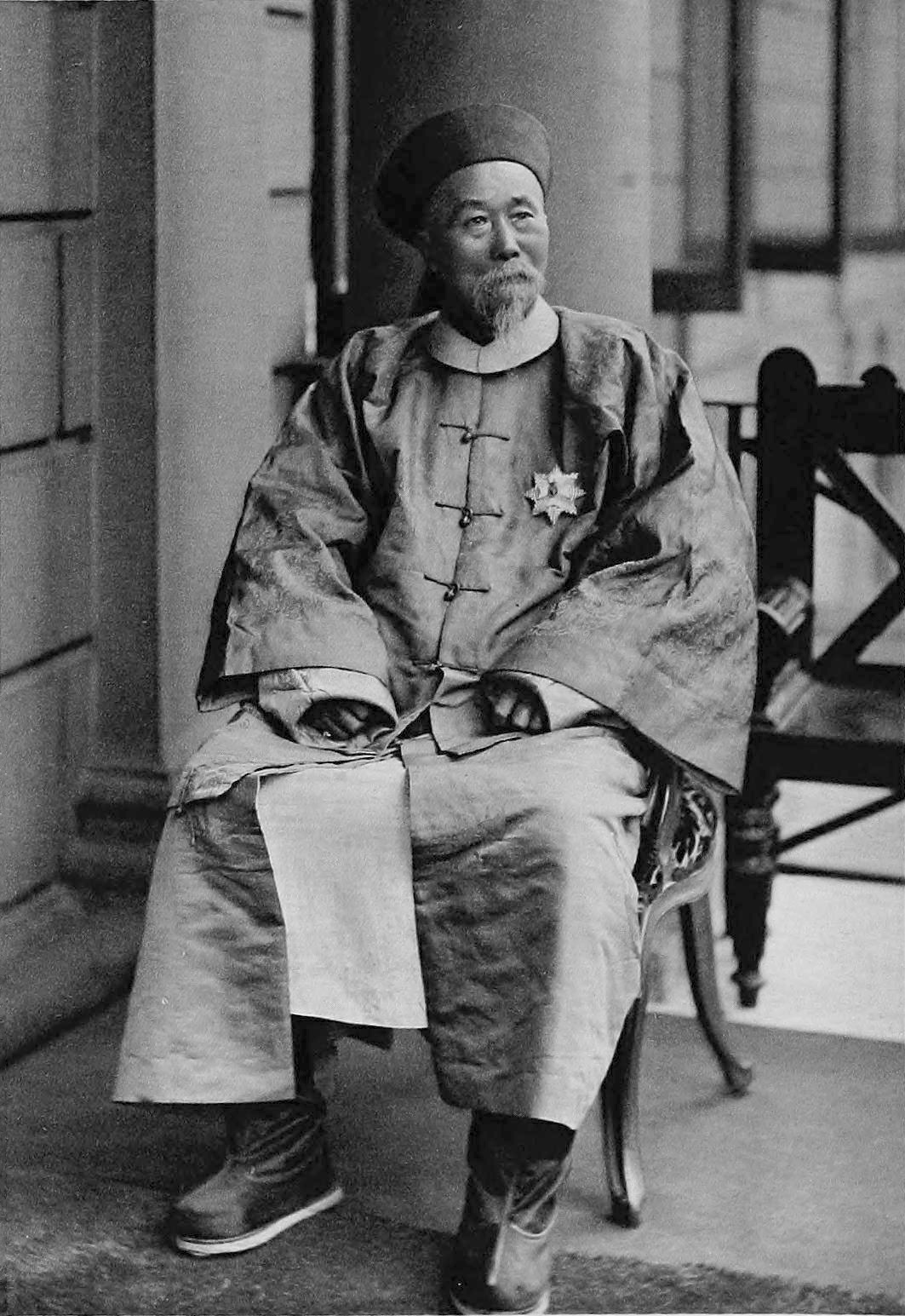
Li Hongzhang, een invloedrijke generaal en bestuurder in de late Qing-periode, ontving de jinshi-graad in 1847.

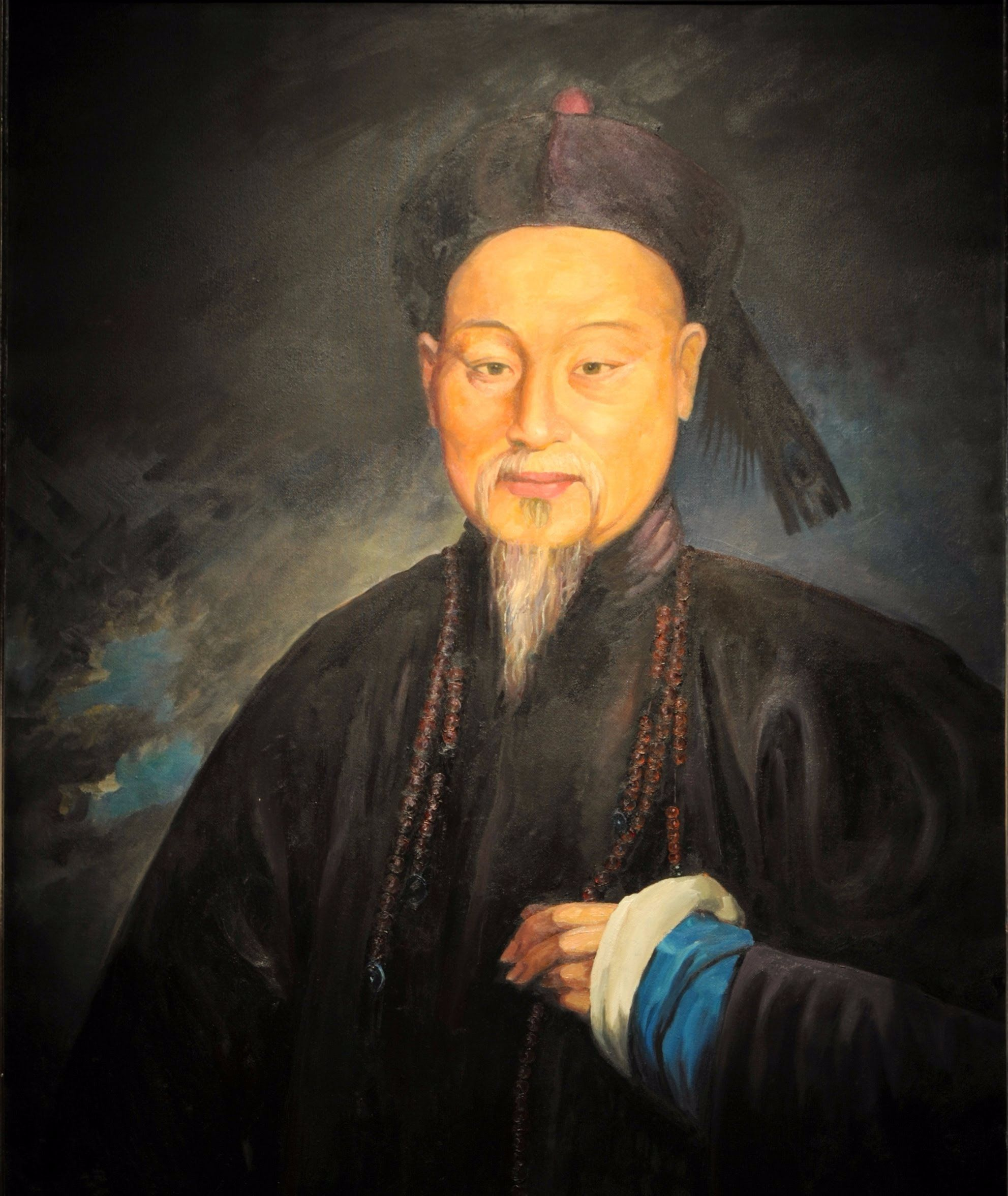
In 1811 ontving literaat bestuurder Lin Zexu zijn jinshi-graad. Lin speelde later als generaal een belangrijke rol in de Chinese strijd tegen de opiumhandel, en zette aan tot de opiumverbranding te Humen in 1839.

Jinshi (traditioneel Chinees: 進士, hanyu pinyin: Jìnshì) was de hoogste graad in het examenstelsel van het Chinees keizerrijk. In tegenstelling tot lagere graden was het een hoofdstedelijke graad, wat betekende dat de kandidaat diende af te reizen naar de hoofdstad van die tijd om deel te namen aan een algemeen examen en een ritueel examen, dat plaatsvond in het keizerlijk paleis. Het behalen van de jinshi-graad verleende mannen toegang tot de ambtenarij. Vanaf de regeerperiode van Ming-keizer Zhengtong gaf de graad ook toegang tot de prestigieuze Hanlin-academie in Beijing.
Het was bijzonder moeilijk voor een kandidaat om de jinshi-graad te behalen. Eén tot twee procent van de examenkandidaten slaagde en behaalde de graad. Bekende ontvangers van de graad waren Song-hervormer Wang Anshi (1042) en Ming-kunstschilder Su Shi (1057), die de graad ontving op negentienjarige leeftijd.
De kandidaat met de hoogste score op het paleisexamen kreeg de titel zhuangyuan (狀元). De titel was bijzonder prestigieus en bood doorgaans toegang tot een gezaghebbende publieke functie.

## Geschiedenis

### Sui tot late Song (581–1279)
Gedurende de Sui-dynastie (581–618) werd door stichter Sui Wendi voor het eerst een ambtelijk examen ingesteld dat toegankelijk was voor een breder publiek, al was de invloed van dit examen nog zeer beperkt. Bovendien was dit examenstelsel uitsluitend gericht op het rekruteren van talent voor ambtelijk werk onder auspiciën van het hof. Dit veranderde toen in de Tang-periode een meer geavanceerd systeem werd ontworpen, met aanvankelijk zes categorieën; deze werden later samengevoegd tot één graad, de jinshi-graad, vergelijkbaar met het doctoraat. Het examen was tweeledig: men testte van elke kandidaat de kennis en interpretatie van klassieke werken van Confucius, en het vermogen tot zelf schrijven. Een geslaagde ontving zijn titel als "gepresenteerde geleerde" (jinshi) op een plechtige bijeenkomst in het bijzijn van de keizer. Het examen stond boven het provinciale examen voor de juren-graad (舉人), die toegang verschafte tot de Chinese aristocratie. Dit systeem bleef min of meer hetzelfde tot het examenstelsel in 1905 werd ontbonden.
In de Song-periode (960–1279) nam het aantal ambtenaren met een jinshi-graad significant toe ten opzichte van de Tang-periode. Doordat een grote groep Chinese mannen deelnam aan de examens, ontstond een steeds grotere literate elite; omdat zij zich voor hun paleisexamen moesten verdiepen in de confucianistische klassieken, deelde steeds meer ambtenaren eveneens eenzelfde confucianistisch waardesysteem. In de late Song werd het examenstelsel steeds eerlijker, doordat anonimiteit en objectiviteit steeds meer werden gewaarborgd. De conservatieve elite was hier niet onverdeeld enthousiast over: nu de door examenkandidaten geschreven teksten ten behoeve van de objectiviteit door klerken werden overgeschreven – waardoor handschriften niet meer herkenbaar waren – verdween volgens hen de mogelijkheid om het morele karakter van de kandidaat te toetsen.

### Yuan en Ming (1279–1644)
De jinshi-graad bleef bestaan toen de Mongolen grote delen van het huidige China veroverden en de Yuan-dynastie stichtten (1279–1368). Hoewel de examens relatief weinig plaatsvonden, werden ze nog steeds vanuit het hof georganiseerd en vormden confucianistische klassieke werken de basis van de examenstof. Eind dertiende eeuw werd het examensysteem voor korte tijd onderbroken, en werden geen jinshi-graden ontvangen. Vanaf 1404, in de vroege jaren van de Ming-periode, werkte het examensysteem weer volledig en vonden examens regelmatig plaats. Onder de Ming-keizers leverde dat elke drie jaar honderden jinshi-geleerden op. Voorbeelden van prominente geleerden die in deze periode de graad ontvingen zijn schilder-kalligraaf Dong Qichang en filosoof Wang Yangming.
Het paleisexamen in de Ming-periode was, net als in de periode van Mongoolse overheersing, gebaseerd op de Vier Boeken van Zhu Xi en de Vijf Klassieken, een eeuwenoude vaste combinatie van confucianistische werken als het Boek der veranderingen en de Lente- en Herfstannalen. Gedurende de gehele Ming-periode ontvingen ruim 24.000 kandidaten de jinshi-graad. In 1421 werd Beijing hoofdstad van het Ming-rijk. De paleisexamens werden daarmee verplaatst naar het noordoosten van China, een tot op dat moment achtergestelde regio in het Chinese rijk, en zouden daar tot 1905 blijven.

### Opheffing in de late Qing (1644–1905)
De Mantsjoes namen het paleisexamen voor de jinshi-graad direct bij de stichting van hun Qing-dynastie over van hun voorgangers. De Qing paste de jinshi-graad niet aan en leverde elke drie jaar honderden gepresenteerde geleerden. In de beginperiode ging dat niet vlekkeloos: keizer Kangxi (r. 1661–1722), die de facto regeerde als de tweede keizer van de Qing, zag dat er een gebrek aan animo was onder geleerden om deel te nemen aan de paleisexamens. Deze geleerden zagen niets in de overname van een buitenlands volk, de Mantsjoes, van hun keizerrijk en weigerden afstand te doen van hun loyaliteit aan het verslagen Ming-hof, een sentiment dat in de vroege Qing-periode breed gedragen werd onder de Han-Chinese bevolking.
Halverwege de achttiende eeuw geraakte het examenstelsel meer en meer in opspraak. Een belangrijke reden was dat het stelsel slechts een zeer gering aantal geleerden met een graad opleverde, terwijl de Chinese bevolking sterk in omvang toenam. Tegelijkertijd zorgde het geringe aantal quotaplaatsen voor de examenkandidaten ook voor grote druk onder deze kandidaten, en wanneer deze kandidaten hun graad behaalden, waren er nog geregeld problemen met het vinden van geschikt werk. Ook nam kritiek op de confucianistische basis van het paleisexamen toe. Het examen leed eveneens onder de chaos die toenam in de late Qing-periode: zo werden in 1901 naar aanleiding van de Bokseropstand alle examens voor vijf jaar opgeschort.
Twee cruciale figuren in de laatste jaren van de Qing-dynastie waren hervormer Kang Youwei en zijn leerling, Liang Qichao. Hoewel het examenstelsel steeds verder verzwakte en Kang en Liang beiden radicale ideeën voor onderwijshervormingen hadden, streefden beiden desondanks naar het behalen van de jinshi-graad. Onder het Nieuw Beleid van keizerin-weduwe Cixi werd het examenstelsel, en daardoor de jinshi-graad, uiteindelijk in 1905 afgeschaft.

## Prominentejinshi-geleerden
De paleisexamens leverden enkele duizenden gepresenteerde geleerden, onder wie hoge ambtenaren, hervormers, kalligrafen, kunstschilders en filosofen. Hieronder volgt een selectie van geleerden met de jinshi-graad, met tussen haken het jaar waarin zij de graad ontvingen.
- Dong Qichang (1589)
- Kang Youwei (1895)
- Li Gonglin (1070)
- Li Hongzhang (1847)
- Lin Zexu (1811)
- Liang Qichao (1890)
- Ni Yuanlu (1621)
- Su Shi (1057)
- Wang Anshi (1042)
- Wang Wei (721)
- Wang Yangming (1499)
- Xia Chang (1415)